# Singles: The Definitive 45s Collection 1952–1991
Singles: The Definitive 45s Collection 1952–1991 ist ein Kompilationsalbum von Sun Ra. Die von 1952 bis 1991 entstandenen Aufnahmen erschienen am 25. November 2016 auf dem britischen Label Strut/Art Yard. Die 45er-Schallplatten waren vor allem in den 1950er-Jahren, danach sporadischer veröffentlicht worden, hauptsächlich auf Sun Ras eigenen Saturn-Label.

## Hintergrund
Mitte der 1950er-Jahre beschloss der Pianist, Komponist und Bandleader Sun Ra, seine Musik durch einen direkteren Prozess zu seinem Publikum zu bringen, indem er sein eigenes Label El Saturn Records gründete. Darauf veröffentlichte er eine Reihe von 45er-Schallplatten, die zu gleichen Teilen seine „kreativen futuristischen Visionen und kleinteiliger R&B-Musikpavillon-Rummel der Südstaaten“ darstellten, so Cub Koda (Allmusic). Diese Platten wurden in sehr kleinen Mengen (manchmal in Auflagen von nur 50 Exemplaren) gepresst, was sie inzwischen „zum heiligen Gral der Sun-Ra-Sammlerstücke“ mache. Die Singles-Sammlung erstreckt sich über einen weiten Zeitrahmen von 30 Jahren und enthält alles von Sun Ra mit einer embryonalen Form seines Arkestra, der Aufgaben als Begleitmusiker hinter Doo-Wop-Gruppen und R&B-Sängern wie „Space Age Vocalist“ Yochannon übernimmt, bis hin zu wilden Klangexperimenten aus den späten 1970er-Jahren bis in die frühen 80er-Jahre, die atmosphärisch auf jedes seiner Avantgarde-Alben gepasst hätten.
So genau wie möglich chronologisch arrangiert, beginnt die Kompilation mit etwa der Hälfte der Songs, die während seiner Chicago-Zeit in den 1950er-Jahren aufgenommen wurden, und fängt die Entstehung seines zukunftsweisenden „Space-Bop“ ein, notierte Dean Van Nguyen. Passenderweise würden die ersten beiden Tracks „I Am an Instrument“ und „I Am Strange“, beides Spoken-Word-Nummern, seine metaphysischen Interessen vorwegnehmen. „Ich gehöre zu jemandem, der mehr als ein Musiker ist / Er ist ein Künstler“, sagt er in ersterem Stück. Seine Stimme ist tief und ernst gestimmt, als würde er ein seismisches Ereignis ankündigen. Bei „I Am an Instrument“ und „I Am Strange“ begleitet sich Sun Ra selbst auf Raumharfe und Klavier. Die beiden Tracks stammen vermutlich aus den frühen 1950er-Jahren, seien aber schwer genau zu datieren, da es sich bei dem Band um ein Palimpsest handle, notierte Chris May: Das Material stammte von Bändern, die zu unterschiedlichen Zeiten aufgenommen und dann teilweise überspielt wurden. „Darin legt Ra die grundlegenden musikalischen, metaphysischen und kosmologischen Konzepte dar, die er während seines Lebens erforschte.“
Nach „I Am an Instrument“ geht die Kompilation in mehrere Doo-Wop- und Rhythm-and-Blues-Singles über, die Ra mit den Gesangscombos Nu Sounds und den Cosmic Rays aufgenommen hat. Die Songs berühren bereits Sun Ras spätere Weltraumthemen, auch wenn die Musik selbst oft relativ einfach strukturiert sei, schrieb Paul Simpson. Zu den frühen Beispielen seiner künftigen Arkestra-Musik gehören eine pamphlethaft-utopische Version der Stadt Chicago auf dem Leiber/Stoller-artigen „Chicago USA“ oder wo er experimentelle Rhythmen mit dichten und gebrochenen Gesängen auf „Spaceship Lullaby“ mischt (beide aufgenommen mit den Nu Sounds, einem wichtigen Vorläufer des Arkestra). Singles fängt The Arkestra in seiner frühen Form ein, etwa mit Solist John Gilmore, der fast 40 Jahre eine wichtige Rolle in der Gruppe spielen sollte, mit seinem Tenorsaxophon im schwungvollen „Soft Talk“, das in seinen ersten Jahren an der Seite von Ra aufgenommen wurde. „Space Loneliness“ aus dem Jahr 1960 ist ein Beispiel für Ras letztes Jahr in Chicago, mit Soli von Phil Cohran (Kornett) und Marshall Allen (Altsaxophon).
Angesichts der Art des Formats zeige Singles auch Ras Instinkte für Formen der Popmusik, schrieb Dean Van Nguyen, ob dies mit dem sanften Doo-Wop von „Daddy's Gonna Tell You Know Lie“ geschehe (von dem es zwei Versionen gibt), der wilden Energie des Sängers Yochanan bei der glühenden R&B-Nummer „Hot Skillet Momma“ oder mit Hattie Randolphs’s süßlicher Interpretation des Jazzstandards „’Round Midnight“.
In seiner späteren Arbeit erkunde Ra „die äußeren Bereiche seines eigenen Talents“, so Dean Van Nguyen. „Disco 2021“ klinge wie „der Fiebertraum eines Androiden“. „The Perfect Man“ höre sich an wie eine seltene Verbindung zwischen elegantem Nachtclub-Blues und den weltraumgebundenen Klängen von New Wave, Disco und frühem Hip-Hop. Die Kompilation endet mit einem weiteren gesprochenen Gedicht, „I Am the Instrument“, das gegen Ende von Ras Leben zu Hause aufgenommen und posthum als CD-Single mit einer VHS-Kassette erschienen war.

## Editorische Hinweise
Bereits 1996 wurden Su Ras Singles auf der Doppel-CD The Singles kompiliert, herausgegeben von Evidence Records. Darauf wurden 49 dreiminütige Werke aus den Beiträgen privater Sammler auf der ganzen Welt zusammengesetzt und klanglich aufbereitet. Die 2016 erschienene Sammlung von Strut/Art Yard enthält weiteres Material auf drei Compact Discs, aber dies ist nicht nur eine Neuauflage der vorherigen Edition mit einer angehängten Bonus-Disc. Sie enthält Aufnahmen, die seit den 1990er-Jahren in Archiven entdeckt wurden, darunter viele Spoken-Word-Stücke. Norton Records hat seit den 2000er-Jahren mehrere LPs und Singles von Ras „Space Poetry“ veröffentlicht. Nicht alles aus der vorherigen Evidence-Ausgabe ist enthalten – etwa ein paar weitere alternative Versionen sowie Songs, die mit der Sängerin Juanita Rogers und dem Bluesmusiker Lacy Gibson (Ras Schwager) aufgenommen wurden. Während die meisten Tracks dieser Sammlung von 7-Zoll-Single stammen, ist auch „Nuclear War“, das 1982 vom Post-Punk-Label Y Records als 12-Zoll-Single veröffentlicht wurde, enthalten.
Die CD- und LP-Veröffentlichungen von Singles: The Definitive 45s Collection mit drei CDs und LPs enthalten seltene Fotos, Artwork, Cover-Notizen und ein Interview mit dem Gründer von El Saturn Records, Alton Abraham. Es gibt auch detaillierte Notizen zu jeden Track und den Sessions von Projekt-Compiler Paul Griffiths. Zusätzlich zu den CD- und Digitalveröffentlichungen veröffentlichte Strut Records in einer limitierten Auflage von 500 Exemplaren 20 Stücke aus der Sammlung in zwei Boxsets mit 45er-Singles (Band 1 im Dezember 2016, Band 2 im März 2017).
Probeaufnahmen zu einem Großteil des Materials erschien 2006 auf der Kompilation Spaceship Lullaby (The Vocal Groups – featuring Nu Sounds, The Lintels & The Cosmic Rays. Chicago 1954–1960) bei Atavistic.

## Titelliste
- Sun Ra: Singles: The Definitive 45s Collection 1952–1991 (STRUT148CD, Art Yard STRUT148CD)[5]

CD 1
1. Sun Ra - I Am an Instrument 01:37
2. Sun Ra - I Am Strange 03:12
3. Sun Ra With Nu Sounds - Chicago USA 02:56
4. Sun Ra & The Nu Sounds - Spaceship Lullaby 02:18
5. The Cosmic Rays With Sun Ra And Arkestra - Daddy’s Gonna Tell You No Lie (Demo Version) 03:07
6. The Nu Sounds With Sun Ra And Arkestra - A Foggy Day (George Gershwin, Ira Gershwin) 01:04
7. Billie Hawkins With Sun-Ra & His Orchestra - I'm Coming Home (Oris/Lane) 02:03
8. Billie Hawkins With Sun-Ra & His Orchestra - Last Call forcLove (Seymour) 02:27
9. Sun Ra & His Arkestra - Soft Talk (Julian Priester) 02:43
10. Sun Ra & His Arkestra - Super Blonde 02:36
11. Le Sun Ra & His Arkestra - Saturn 03:01
12. Le Sun Ra & His Arkestra - Call for All Demons 04:21
13. Sun Ra & His Arkestra - Demon's Lullaby 02:40
14. Sun Ra & His Arkestra - Supersonic Jazz (Super Blonde) 02:35
15. Le Sun Ra & His Arkestra - Medicine for a Nightmare 02:37
16. Le Sun Ra & His Arkestra - Urnack (Julian Priester) 03:49
17. The Qualities - It’s Christmas Time (Abraham, Ra) 02:45
18. The Qualities - Happy New Year to You! (Abraham, Ra) 01:48
19. Yochanan With Sun Ra & His Rays of Jazz - M Uck M Uck (Matt Matt) (Abraham, Ra, Yochanan) 02:48
20. Yochanan With Sun Ra & His Rays of Jazz - Hot Skillet Moma (Abraham, Ra, Yochanan) 03:13
21. Sun Ra & The Cosmic Rays - Bye Bye (45 Rpm Version) (Swift) 02:50
22. Sun Ra & The Cosmic Rays - Somebody's In Love (Tolbert, Dancer) 01:48
23. Le Sun Ra & His Arkestra - Hours After (Turner) 02:48
24. Sun Ra & His Myth Science Arkestra - Great Balls Of Fire 05:29

CD 2
1. Sun Ra & His Astro Infinity - October 04:41
2. Sun Ra & His Astro Infinity - Adventure In Space 02:35
3. The Cosmic Rays With Sun Ra And Arkestra - Dreaming (Barron, Orio, Ra) 02:44
4. Sun Ra & The Cosmic Rays - Daddy’s Gonna Tell You No Lie (Barron, Orio, Ra) 03:05
5. Hattye Randolph With Sun Ra & His Astro Infinity Arkestra - Round Midnight (Take 3) (Thelonious Monk) 03:51
6. Hattye Randolph With Sun Ra & His Astro Infinity Arkestra - Back in Your Own Back Yard (Take 1) (Hanighen, Williams, Monk) 02:03
7. Le Sun Ra & His Arkestra - Saturn 03:41
8. Le Sun Ra & His Arkestra - Velvet 03:24
9. Yochanan With Sun Ra & His Arkestra - The Sun One (Yochanan) 02:32
10. Yochanan With Sun Ra & His Arkestra - Message To Earthman (Alternate Take) (McCarey, Yochanan, Ra) 02:25
11. Yochanan With Sun Ra & His Arkestra - The Sun Man Speaks (Yochanan) 04:36
12. Sun Ra & His Arkestra - Space Loneliness 04:34
13. Sun Ra & His Arkestra - State Street 03:32
14. Sun Ra & His Arkestra - The Blue Set 04:42
15. Sun Ra & His Arkestra - Big City Blues 03:15
16. Sun Ra & His Arkestra feat. Pat Patrick - A Blue One 03:51
17. Sun Ra & His Arkestra feat. Pat Patrick - Orbitration In Blue 04:45
18. Sun Ra & His Arkestra - Out There A Minute 03:26
19. Little Mack With Sun Ra & His Arkestra - Tell Her To Come Home 02:07
20. Little Mack With Sun Ra & His Arkestra - I'm Making Believe 03:13

CD 3
1. Sun Ra & His Outer Space Arkestra - The Bridge 01:58
2. Sun Ra & His Outer Space Arkestra - Rocket #9 02:25
3. Sun Ra & His Astro-Solar-Infinity Arkestra - Blues On Planet Mars 03:2#6
4. Sun Ra & His Astro-Solar-Infinity Arkestra - Saturn Moon 02:15
5. Sun Ra & His Astro-Intergalactic Infinity Arkestra - Journey To Saturn 03:45
6. Enlightenment 03:28
7. Sun Ra & His Astro-Intergalactic Infinity Arkestra - I'm Gonna Unmask The Batman 02:18
8. Sun Ra & His Astro-Intergalactic Infinity Arkestra - The Perfect Man 05:00
9. Sun Ra & His Arkestra - Love in Outer Space 03:51
10. Sun Ra & His Arkestra - Mayan Temple 03:39
11. Sun Ra Quartet - Sky Blues 02:43
12. Sun Ra Quartet - Disco 2021 02:35
13. Sun Ra - Rough House Blues 03:36
14. Sun Ra - Cosmo-Extensions 04:24
15. Sun Ra & His Outer Space Arkestra - Quest 02:35
16. Sun Ra & His Outer Space Arkestra - Outer Space Plateau 02:23
17. Nuclear War 07:44
18. Sometimes I'm Happy 04:30
19. On Jupiter / Cosmo Drama (Prophetika 1) 03:12
20. Cosmo Drama (Prophetika 2) 03:17
21. Sun Ra - I Am the Instrument 06:58

Wenn nicht anders vermerkt, stammen die Kompositionen von Sun Ra.

## Rezeption
In All About Jazz zählte Chris May Singles: The Definitive 45s Collection zu Sun Ras zehn besten afrofuturistischen Alben. Dies sei eine „Schatztruhe mit erhabenem und ultra-seltenem Material“. Der Umfang mit 65 Tracks sei außergewöhnlich und die kuratorische Sorgfalt, mit der sie von den Sun-Ra-Experten Paul Griffiths und Peter Dennett präsentiert wurden, gehe tief. Die verbleibenden 63 Tracks beinhalten Space Bop, Hard Bop, Doo Wop, Show Tunes, Blues, Calypso, Psychedelia, Swing und vieles mehr.
Paul Simpson verlieh dem Album in Allmusic die Höchstbewertung von fünf Sternen und schrieb, alles, was darauf enthalten ist, sei absolut essentliell. Die Sammlung würde viele von Sun Ras zugänglicheren Werken enthalten, was es zu einer ausgezeichneten (und sehr großzügigen) Einführung für Neulinge mache, aber es gebe auch viel Material, das langjährigen Fans möglicherweise entgangen sei.
Cub Koda verlieh der Evidence-Kompilation in Allmusic viereinhalb Sterne und schrieb, diese 49 dreiminütigen Stücke werden den Hörer abwechselnd verwirren, verblüffen und begeistern, und sprächen gleichzeitig Sun Ra-Fans aller stilistischen Ausrichtungen an. Dies sei wie ein großes Puzzleteil, das man jetzt an Ort und Stelle habe.
Dean Van Nguyen schrieb in Pitchfork Media, wenn es überhaupt möglich sei, „das riesige Sun Ra-Universum an Bord eines einzigen Raumschiffs zu durchqueren“, dann biete diese neue Kompilation von Strut Records eine sorgfältig recherchierte und intelligent sequenzierte Zusammenstellung aller Singles von Sun Ra und damit einen überzeugenden und einzigartigen Einblick in das Genie des kosmischen Jazz-Innovators. Sun Ra habe die Elektro-Schnörkel von „Planet Rock“ vor der Geburt des Hip-Hop beherrscht und seine eigene Form des analogen Cyberpunk geschmiedet, „während Philip K. Dick an seiner Schreibmaschine saß und seine eigene düstere Zukunftsvision entwarf.“ Singles bewahre all das für zukünftige Generationen.
Neil Spencer schrieb im Guardian, der 1992 verstorbene Sun Ra, der für seine kosmischen Themen und seinen avantgardistischen „Weltraumjazz“ gefeiert wurde, habe auch „eine irdische Seite“ gehabt, die sich auf dieser Zusammenstellung seiner Singles zeige. Hier finde man Sun Ra und Mitglieder seines Proto-Arkestra in den 1950er-Jahren, die Doo-Wop-Gruppen und R&B-Sänger unterstützten, und während sie Standards wie „’Round Midnight“ erforschten. Später folgten instrumentale Arkestra-Odysseen wie „Saturn Moon“, obwohl Ra nie den Geschmack für Worte bei Stücken wie „Rocket No 9“ verloren habe, das eine Reise zur Venus feiert, und dem drolligen Protestsong „Nuclear War“ von 1982. Heimstudio-Aufnahmen, Kleingruppenexperimente und das gesprochene Credo von „I Am an Instrument“ würden für eine abwechslungsreiche, erlebnisreiche Fahrt sorgen.
Zur gleichen Zeit habe der Pianist und Bandleader Sun Ra „Space-Age“-Jazz gemacht, der immer seltsamer wurde, und Singles herausgebracht, die sich an Jukeboxen und Rundfunksender richteten, schrieb Steve Greenlee in JazzTimes. Viele seiner Singles hätten mit dem Art-Jazz, den er ansonsten kreierte, wenig gemein. Er rekrutierte verrückte Kollaborateure, unterstützte Doo-Wop-Künstler und nahm einige wirklich seltsame Sachen auf. Ob es sich um Witze oder ehrliche Versuche zum Einsatz im Rundfunk oder zum Verkauf handelte, sei letztlich eine Frage für die Gelehrten. Vielleicht habe er gehofft, mit einigen dieser Platten die Rechnungen bezahlen zu können, da zu dieser Zeit nur wenige Leute seine Alben kauften. Oder vielleicht habe er auch nur alle getäuscht. Angesichts der Tatsache, dass wir hier über Sun Ra sprechen, ist es wahrscheinlich ein bisschen von beiden Welten. Viele dieser Songs würden zusammengenommen Sun Ra als einen der seltsamsten Burschen präsentieren, den die Welt der Musik – nicht nur die Welt des Jazz – je gesehen hat.